# Bisnal, Bilgi
Bisnal là một làng thuộc tehsil Bilgi, huyện Bagalkot, bang Karnataka, Ấn Độ.